# Duane Michals
Duane Michals, né le 18 février 1932 à McKeesport, dans l'État de Pennsylvanie, est un photographe américain.

## Biographie
Duane Stephen Michals est né le 18 février 1932 à McKeesport dans l'État de Pennsylvanie.
Il grandit dans une famille typique de la classe ouvrière. Il obtient un baccalauréat de l'Université de Denver en 1953. Après deux ans passés dans l'armée américaine, il s'inscrit à la Parsons The New School for Design, située dans Greenwich Village à New York dans l'espoir de devenir un graphiste, mais abandonne ses études. En 1958, au cours d'un séjour en Union soviétique, il se découvre une passion pour la photographie et, grâce aux photos prises pendant ce voyage, donne une première exposition à la Underground Gallery de New York en 1963.
En 1968, le gouvernement du Mexique l'embauche comme photographe officiel des Jeux olympiques d'été de 1968 à Mexico. Pendant cette période, il signe plusieurs séries de photographies qui ont la particularité de raconter une histoire. Dans les années 1970, il n'hésite pas à griffonner un texte à côté de ses photographies exposées. En outre, il donne de nombreux clichés abordant sans équivoque des thèmes gay, bien qu'il se soit toujours refusé à toutes formes de militantisme pour les droits des homosexuels.
Photographe professionnel pour des magazines à grand tirage, dont Esquire et Mademoiselle, il publie dans Vogue les photographies du tournage du film Gatsby le Magnifique (film, 1974), réalisé par Jack Clayton en 1974, avec Robert Redford et Mia Farrow.
En 1976, il reçoit le National Endowment for the Arts.
En 2013, il était en relation avec le même partenaire depuis 53 ans.

## Expositions
- 1977 : Les Krims, Duane Michals, Musée national d'Art moderne, Centre Georges-Pompidou, Paris, 1977.
- 1979 : Duane Michals, Galerie La Remise du Parc, Paris[2].
- 9 novembre 1982 - 9 janvier 1983 : Duane Michals : photographies de 1958 à 1982, Musée d'Art moderne de Paris[3].
- 17 mars - 4 juin 1989 : Duane Michals : Photographien 1958-1988, Museum für Kunst und Gewerbe, Hambourg.
- 2009 : Exposition aux Rencontres de la photographie d'Arles, et soirée de projection au Théâtre antique.
- 2016 : The Narrative Photograph, Galerie Jackson Fine Art, Atlanta[4].
- mai - septembre 2017 : Duane Michals, exposition organisée par le Fondation Mapfre (es) à Madrid, Casa Garriga Nogués.

## Publications
- Real dreams : photostories, Danbury, Addison House, 1976  (ISBN 9780891690047)
  - traduction française : Vrais rêves : histoires photographiques, traduit par D. Michals avec la collaboration de Didier Pernerl, Paris, Chêne, 1977  (ISBN 2-85108-132-2)[5].
- What I Wrote / Ce que j'ai écrit, traduit par Valérie Rouzeau, éd. Robert Delpire, coll. « Des images et des mots », 2008.
- The Idiots delight, Paris, éditions Bessard, 2021[6].

## Critique de l'œuvre
« Le travail de Michals est presque aussi autobiographique que celui de Lartigue par exemple, mais il en diffère radicalement en ceci : il ne surprend pas le moment, il le crée. Contrairement à Lartigue adolescent patiemment posté au détour des allées du Bois de Boulogne pour y saisir l'apparition d'une élégante en grande toilette, Michals n'est jamais à l'affût des mouvements du corps : il provoque, pour la pellicule et par elle, les mouvements de l'âme. À cette fin, il utilise des modèles, professionnels ou non, des procédés techniques complexes de savantes mises en scène » — Renaud Camus, préface à  Duane Michals, collection Photo-Poche, 1984.

### Filmographie
Un documentaire de Camille Guichard intitulé Duane Michals, Wake up! (Terra Luna Films, 2013) lui est consacré.
Le film  propose au spectateur de suivre le photographe américain dans ses pérégrinations, de New York à Pittsburgh en étant au plus proche de son travail photographique. Ce film est une ode à la vie à travers le regard et l’œuvre de Duane Michals. Le film suivra Duane muni de sa valise, en voyage vers 3 lieux qui lui sont essentiels : Pittsburgh : ville industrielle, berceau de l’aciérie où son père et son grand-père, migrants tchèques furent ouvriers ; New-York et la campagne de Cambridge, 2 pôles extrêmes entre lesquels il vit et qui permettent l’élaboration de son travail photographique.